# 5124-es mellékút (Magyarország)
Az 5124-es mellékút egy valamivel több mint 17,2 kilométer hosszú, négy számjegyű mellékút Tolna vármegye keleti részén; Gerjent köti össze északi és délnyugati szomszédaival. Ebben a formájában csak 2024 körül jött létre, a Tomori Pál híd átadásához kapcsolódó térségi közlekedési fejlesztések részeként.

## Nyomvonala
Az 5112-es útból ágazik ki, annak a 6+500-as kilométerszelvénye táján, Fadd külterületén, a település belterületének északi szélétől körülbelül 2 kilométerre északkeletre. Keleti irányban indul, 1,3 kilométer után átszeli Fadd és Gerjen közigazgatási határát, majd mintegy 4,4 kilométer megtétele után eléri Gerjen első házait.
Kicsivel a 4+900-as kilométerszelvénye előtt északnak fordul, és Alkotmány utca lesz a települési neve. Az 5+250-es kilométerszelvénye táján kiágazik belőle kelet felé az 51 162-es számú mellékút, amely Gerjen ófalujába, illetve dunai kompkikötőjéhez vezet (az Alkotmány utca nevet is ez az út viszi tovább), az 5124-es pedig innen északnak folytatódik.
Rövidesen elhagyja a lakott területeket, 9,6 kilométer megtételét követően pedig átlép Paks határai közé. 10,5 kilométer után, körforgalmú csomóponttal keresztezi az 512-es főutat, a 13. kilométere táján pedig nagy sugarú ívben nyugatnak fordul. Hamarosan újból visszatér az északi irányhoz, 16,4 kilométer megtétele után pedig eléri a paksi atomerőmű déli bejárati útját. Innentől újra nyugati irányban folytatódik és rövidesen véget is ér, beletorkollva a 6-os főútba, annak 115+700-as kilométerszelvényénél.
Teljes hossza, az országos közutak térképes nyilvántartását szolgáló kira.gov.hu adatbázisa szerint 17,233 kilométer.

## Története
A 2020-as évekig kiépített közútként csak a Fadd–Gerjen közti szakasza létezett, ez mint országos közút (öt számjegyű mellékút), az 51 162-es útszámozást viselte. Gerjen és Paks közötti összekötő szakasza a két település közt félúton megépített Duna-híd forgalomba helyezéséhez közvetlenül kapcsolódó műszaki beruházások egyikeként valósult meg.